# Centrala staden, Lund

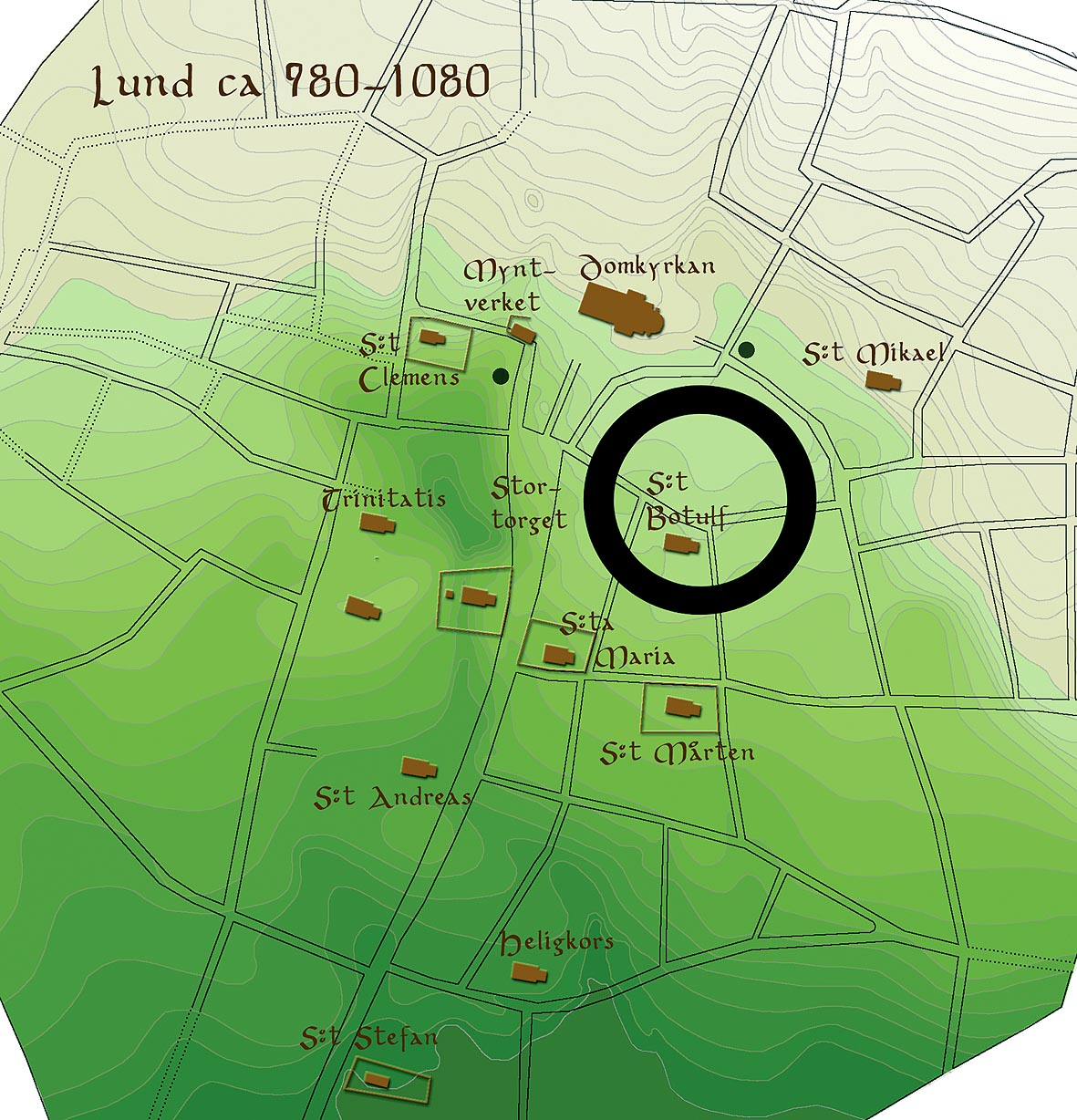
Det äldsta Lund med ursprungstopografi och kyrkor. Ett tänkbart läge för en av Harald Blåtands trelleborgar är inlagd.

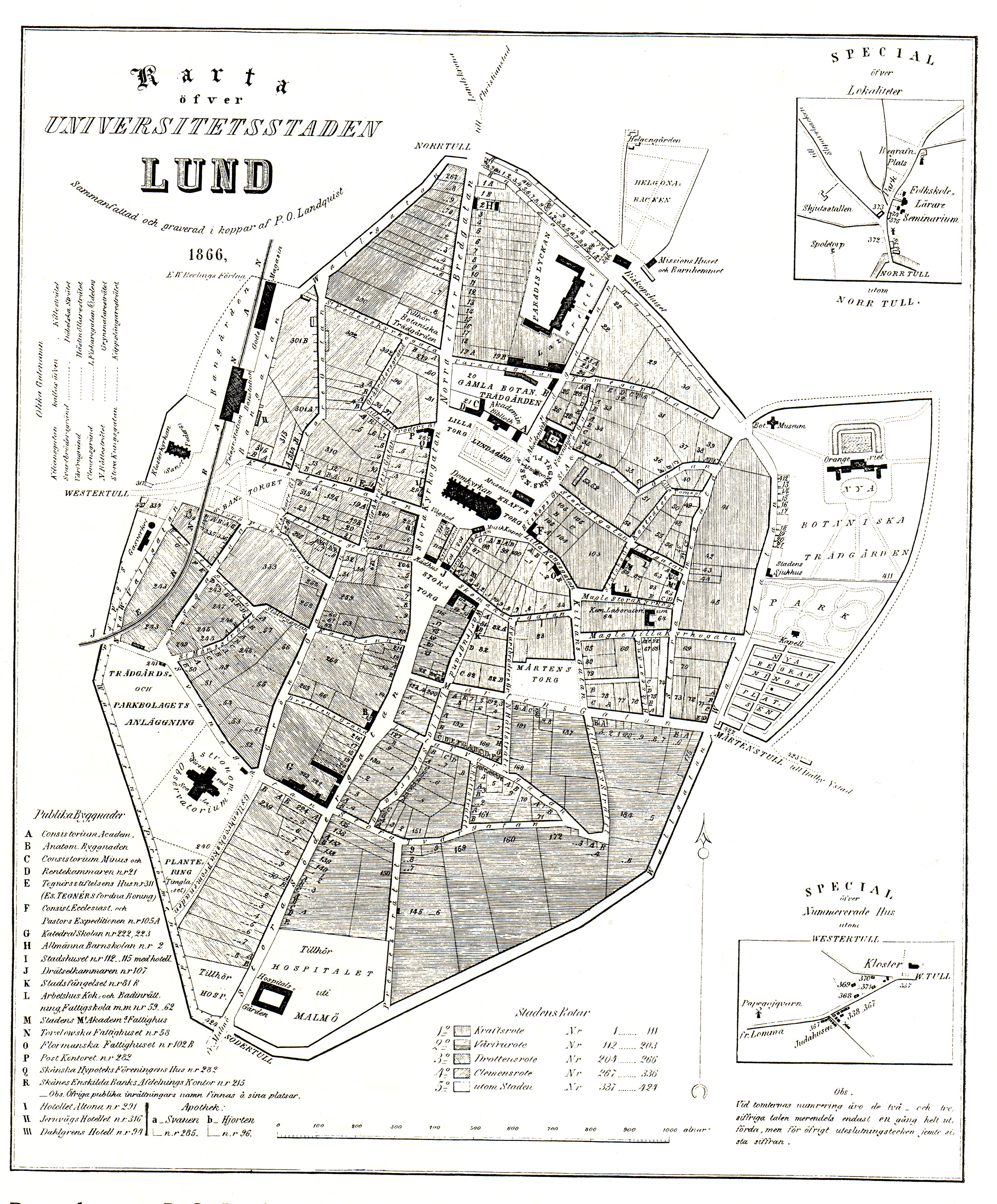
Karta över universitetsstaden Lund 1866 - med gatunamnet Clementsgränd utskrivet.

Centrala staden är en administrativ stadsdel i Lund som omfattar de delar av staden som ligger inom den medeltida stadsvallen samt anslutande områden norr och söder därom. Gränserna för stadsdelen utgörs i väster av järnvägen och i söder av Ringvägen. I öster går gränsen vid Arkivgatan-Hardebergaspåret-Dalbyvägen-Östra Vallgatan-Biskopsgatan-Allhelgona kyrkogata-Bredgatan-Norra kyrkogårdens västra gräns-Kävlingevägen och slutar vid Norra Ringen. Stadsdelen hade 2007 13 358 invånare.
Fram till 1800-talet bestod Lund enbart av det som idag benämns Lunds stadskärna, bebyggelsen inom vallarna. Mycket av det medeltida gatunätet finns bevarat. Bebyggelsen domineras däremot av 1900-talet samt några 1800-talsbyggnader. Det finns bara en handfull bevarade byggnader från tiden före 1800.
Den sydöstra delen av stadsdelen utanför stadsvallen omfattar bland annat delar av den tidigare byn Lilla Råby, som idag utgörs av flerfamiljshus från 1930-talet och framåt, studentbostadsområdena Parentesen och Ulrikedal, samt det nyare Margretedal. Den sydvästra delen består av Stadsparken och de koloniområden och grusplaner som finns sydväst därom.
Den norra delen utanför stadsvallen heter Spoletorp och ligger mellan Norra kyrkogården och järnvägsspåret. Detta område bebyggdes under slutet av 1800-talet samt första halvan av 1900-talet och består främst av bostadsområden. Längst i norr ligger Monumentparken.